# Mejna grofija Verona
Veronska mejna grofija ( Margraviate Verona, Veronska in Oglejska marka, Veronska marka ) je bilo srednjeveško gospostvo, katerega ozemlje je dejansko obsegalo celotno severovzhodno Italijo. Leta 952 je bila odvzeta italijanskemu kralju Berengarju II. in dana v fevd bavarskemu vojvodi. Glavno mesto mejne grofije je bilo mesto Verona. Dejanski konec mejne grofije je mogoče datirati v leto 1167, ko je bila ustanovljena Langobardska liga.

## Prazgodovina: Karolinška marka Verona in Berengarjeva marka Verona in Oglej
Že leta 774 je bila po langobardskem pohodu Karla Velikega iz osvojene langobardske vojvodine Furlanije ustanovljena Veronska marka. Ta je bila ponovno izgubljena za Vzhodno frankovsko cesarstvo zaradi razdrobljenosti cesarskih ozemelj pod poznimi Karolingi; večina regije je bila Furlanska marka.
Mejni grof Berengar I. Furlanski († 924), ki je leta 888 postal italijanski kralj in leta 915 rimski cesar, je svoje središče moči preselil v Verono in tako ustanovil Marca Veronensis et Aquileiensis. Ta se je raztezala čez celotno Benečijo (razen Benetk) in današnjo Furlanijo-Julijsko krajino z Oglejsko marko ter Istro, na severozahodu je bila del območja Marke tridentinska škofija.

## Zgodovina mejne grofije
Po porazu italijanskega kralja Berengarja II., vnuka Berengarja I., leta 951 proti Otonu I. je bila ta marka ločena od italijanskega kraljestva na Državnem zboru v Augsburgu leta 952 in bila priključena k vojvodini Bavarski kot mejna grofija Verona in dana v fevd vojvodi Henriku I.
Bavarska vojvodska dinastija je bila kljub družinskim navezam na saško kraljevo družino v zadnji tretjini 10. stoletja na oblasti vpletena v vse vstaje v Svetem rimskem cesarstvu. Tako je prišlo pod bavarskim vojvodo Henrikom II., imenovanim Prepirljivec, do stopnjevanja spora s cesarjem Otonom II.. Po Henrikovem porazu leta 976 je to povzročilo zmanjšanje velikosti vojvodine Bavarske. Oton je povzdignil Koroško v samostojno vojvodino in novemu vojvodu kot fevd izročil Veronsko mejno grofijo, vključno z Istrsko in Kranjsko marko (Kranjska je bila do leta 1040 del Koroške). Odslej vladajoči mejni grofje niso bili več bavarski vojvode, temveč koroški vojvode, ki so odslej upravljali mejno grofijo v personalni uniji.
Leta 1004 je bodoči cesar Henrik II. iz Veronske marke izločil Tridentinsko grofijo in jo predal tridentinskemu škofu kot Tridentinsko knezo-škofijo.
Leta 1056 je Konrad III. koroški vojvoda in veronski mejni grof. Po rodu je bil frankovskega porekla in kot tujec ni mogel prevzeti njegove vladavine. Po njegovi smrti leta 1061 je mejna grofija pripadla vojvodi Bertoldu I. iz rodbine Zähringer. Za Bertoldovo vladavino se je istrski polotok ločil od mejne grofije, ki je bila leta 1070 povzdignjena v samostojno mejno grofijo. Ker je imel tudi Bertold težave z uveljavljanjem svojih pravic kot tujec, sta vojvodina Koroška in mejna grofija Verona leta 1077 po njegovi smrti pripadli koroški rodbini Eppensteinskih. Izdani so bili nekateri uradni akti Eppensteincev kot sodnikov v Veroni.
Leta 1077 so med investiturnim sporom mesto Oglej in druga področja patriarhata, to je večino Furlanije, izločili iz mejne grofije, jim podelili lastne državne in grofovske pravice ter jih predali oglejskemu patriarhu, Sieghardu.
Smrt koroškega vojvode Henrika III. in s tem povezanim izumrtjem plemiške rodbine Eppensteincev leta 1122 sta vojvodina in mejna grofija Verona pripadli Henrikovemu botru Henriku IV. Spanheimskemu.
Medtem je gospodarstvo v severni Italiji cvetelo in meščani v mestih so postajali močnejši in stremeli k avtonomiji. Mestni vladarji so se poskušali otresti nadvlade imperija.
Leta 1151 je vojvoda Henrik V. Koroški s kraljevim dekretom  cesarja Konrada III. izgubil Veronsko mejno grofijo. Dobil jo je Henrikov stric Herman III.. Tako kot mnogi njeni predhodniki je imela rodbina iz Badna težave z ohranjanjem vladavine. Hermana celo omenjajo le kot naslovnega mejnega grofa Verone.
Pod kraljem Konradom III., ki se ni nikoli pojavil v Italiji in je oblast cesarstva nad mesti izginila. Friderik Barbarossa je želel znova trdneje prevzeti vajeti s sodnim dnem na  Roncalskih poljanah in leta 1162 uničil neposlušni Milano. Tudi novi veronski mestni gospodje od cesarja niso imeli kaj dobrega pričakovati, zato je bila leta 1164 ustanovljena Veronska liga pod vodstvom Benetk, ki se je leta 1167 razširila Langobardsko ligo. To zavezništvo je vključevalo severnoitalijanska mesta pod vodstvom Milana, katerega namen je bil boj proti cesarski politiki Staufovcev in ga je mogoče razumeti kot dejanski konec mejne grofije Verona.

## Nadaljnji razvoj
Po bitki pri Legnanu leta 1176 z zmago Langobardske lige nad Barbarosso je bil v miru v Konstanci leta 1183 dosežen kompromis, po katerem so mesta ostala del cesarstva, sicer pa avtonomna. Naslov veronskega mejnega grofa je ostal badenski rodbini.

## Seznam mejnih grofov

### Vojvodina Bavarska
- Henrik I. Bavarski (952–955)
- Henrik II. Bavarski (955–976)

### Personalna unija z vojvodino Koroško (od 976)

#### Menjava vladajočih rodbin
- Henrik III. Koroški vojvoda  (976–978)
- Oton I. Koroški vojvoda  (978–983)
- Henrik III. Koroški vojvoda (983–989)
- Henrik II. Bavarski (989–995)
- Oton I. Koroški vojvoda  (995–1004)
- Konrad I. Koroški vojvoda  (1004–1011)
- Adalbero Eppensteinski (1011–1035)
- Konrad II. Koroški vojvoda  (1035–1039)
- Kralj Henrik III. (1039–1047)
- Welf III. (1047–1055)
- Konrad III (1057–1061)
- Berthold I. Zähringenski (Koroški vojvoda) (1061–1077)

#### Eppensteinci
- Leopold Eppensteinski (1077–1090)
- Henrik III. koroški (1090–1122)

#### Spanheimi
- Henrik IV. Koroški  (1122–1123)
- Engelbert Koroški (1123–1135)
- Ulrik I. Koroški (1135–1144)
- Henrik V. Koroški (1144–1151)

- Bernard Spanheimski (okoli 1210)

#### Badenski
Častni naziv:
- Herman I. (okoli 1040–1074)
- Herman II. (1074–1130)

od 1151
- Herman III. (1151–1160)
- Herman IV. (1160–1190)

## Spletne povezave
- Arheologija na spletu: Marca Veronensis
- Publikacije o oznaki Verona v Opac Regesta Imperii